# 14 de juliol
El 14 de juliol és el cent noranta-cinquè dia de l'any del calendari gregorià i el cent noranta-sisè en els anys de traspàs. Queden 170 dies per finalitzar l'any.

## Esdeveniments
Països Catalans
- 1915 - Barcelona: Creació de la Borsa de Barcelona.[1]
- 1932 - Barcelona: es publica el primer número del setmanari "L'Intransigent".
- 1959 - Barcelona: s'inauguren els Estudis de Miramar, des d'on emetia Televisió Espanyola des de Barcelona.[2]
- 1979 - Terrassa (Vallès Occidental): fa la seva presentació la colla castellera Minyons de Terrassa.
- 1983 - Barcelona: el Parlament de Catalunya promulga la Llei 19/1983 per la qual es refunda el cos de Mossos d'Esquadra com a Policia de la Generalitat de Catalunya.

Resta del món
- 1786 - Londres (Regne Unit): el Regne de Gran Bretanya i l'Imperi Espanyol signen la Convenció de Londres de 1786 en la que acorden que els colons britànics abandonaran la costa dels Miskitos a l'actual Honduras.
- 1789 - París (França): els revolucionaris assalten la Bastilla i n'alliberen els presos. Fou l'inici dels canvis polítics produïts per la pressió popular, la qual seria permanent durant tota la Revolució Francesa.[3]
- 1958 - Bagdad (Iraq): cop d'estat de l'exèrcit iraquià, conegut com a Revolució del 14 de juliol. El general Abdul Karim Qassim destrona el rei Faisal i estableix una dictadura militar.
- 1968 - Almonacid de Zorita, Província de Guadalajara, Espanya: La Central nuclear José Cabrera es connecta a la xarxa elèctrica.[4]
- 1969 - Frontera Hondures - El Salvador: Inici de la Guerra del Futbol, o Guerra de les cent hores, fou una guerra breu entre El Salvador i Hondures, entre el 14 i el 18 de juliol de 1969.[5]
- 1995 - Nuremberg (Alemanya): MP3. La Societat Fraunhofer tria el nom mp3 per al nou format d'àudio digital comprimit (còdec) que farà possible la gran expansió de la distribució de música per Internet.[6]
- 2011 - Sudan del Sud és admès a la ONU.
- 2022 - Ciutat del Vaticà: El papa Francesc publica el motu proprio Ad charisma tuendum sobre el nou estatut d'Opus Dei[7]

## Naixements
Països Catalans
- 1574 - Riudellots de la Selva: Dalmau Ciurana, frare dominic. Per la seva vida religiosa, és considerat venerable.
- 1919 - Barcelona: Adela Simon Pera, infermera catalana impulsora de la modernització de la professió a Catalunya I Espanya (m. 1979).[8]
- 1925
  - Barcelona: Assumpció Català i Poch, astrònoma i matemàtica.[9]
  - Vilanova i la Geltrú: Ventureta Mestres i Gras, actriu i soprano catalana (m. 1994).[10]
- 1943 - Forcall, Ports: Manuel Milián i Mestre, polític, periodista i escriptor valencià.
- 1948 - Bellpuig, l'Urgell: Isidor Cònsul i Giribet, editor i crític literari i escriptor català (m. 2009).
- 1966 - Barcelona: Ana María Cuervo, biòloga cel·lular catalana.[11]
- 1968 - Sant Cugat del Vallès, Vallès Occidental: Judith Colell i Pallarès, directora, guionista i productora de cinema catalana.[12]
- 1973 - Gavà, Baix Llobregat: Candela Peña, actriu de cinema catalana.[13]
- 1982 - Torrellano, Elx: Mireia Mollà, política valenciana, ha estat diputada a les Corts Valencianes i regidora a Elx.[14]

Resta del món
- 1454 - Montepulciano: Angelo Poliziano o Angelo Ambrogini, humanista i poeta italià (m. 1494).[15]
- 1602 - Pescina (llavors Regne de Nàpols, territori de la Corona d'Aragó, avui Itàlia): Cardenal Mazzarino o Mazarin, nascut Giulio Raimondo Mazzarino,va ocupar el càrrec de primer ministre de França des del 1642, fins a la seva mort (m. 1661).[16]

- 1689 - Gaillac (França): Antoine Gaubil, jesuïta missioner, matemàtic i astrònom (m. 1759).[17]

- 1717 - Ciempozuelos (Madrid, Corona de Castella): Ventura Rodríguez, arquitecte neoclàssic (m. 1785).
- 1862 - 
  - Viena, Imperi Austrohongarès: Gustav Klimt, pintor simbolista i expressionista austríac (m. 1918).[18]
  - Williamstown, Massachusettsː Florence Bascom, geòloga cèlebre per les seves aportacions a la petrografia (m. 1945).[19]
- 1865 - Schaerbeek, Bèlgica: Marguerite Verboeckhoven, pintora belga (m. 1949).[20]
- 1866 - Brussel·les: Juliette Wytsman, pintora impressionista i gravadora belga (m. 1925).[21]
- 1868 - Washington, comtat de Durham, Anglaterra: Gertrude Bell, viatgera, espia agent de l'Imperi britànic, arqueòloga i escriptora britànica (m. 1926).[22]
- 1873 - Lekeitio: Buenaventura Zapirain Uribe, compositor i organista basc.[23]
- 1874 - Alexandria: Abbàs Hilmí II d'Egipte, kediv d'Egipte (1892 - 1914) (m. 1944).[24]
- 1889 - Bradina, Bòsnia: Ante Pavelić, cap dels ústaixes, dictador de l'Estat independent de Croàcia.
- 1896 - Lleó, Espanya: Buenaventura Durruti, sindicalista i revolucionari anarquista espanyol, que tingué un paper destacat en la Guerra Civil espanyola, i que formà la Columna Durruti (m. 1936).
- 1904 - Leoncin, Imperi Rus: Isaac Bashevis Singer, escriptor polonès que va rebre el Premi Nobel de Literatura l'any 1978 (m. 1991).[25]
- 1906 - Richmond, Estats Units: Olive Borden, actriu estatunidenca.[26]
- 1910 - Melrose (Nou Mèxic), Estats Units: William Hanna, animador, director i productor de cinema animat, cofundador dels estudis Hanna-Barbera (m. 2001).
- 1912 - Okemah, Oklahoma, Estats Units: Woody Guthrie, cantautor de folk nord-americà (m. 1967).
- 1913 - Omaha, Nebraska, (EUA): Gerald Rudolph Ford, Jr.,va ser el 38è (1974-1977) president dels Estats Units (m. 2006).[27]
- 1916 - Palerm (Itàlia): Natalia Ginzburg, escriptora italiana (m. 1991).[28]
- 1918 - Uppsala, Suècia: Ingmar Bergman, director de cinema, de teatre i guionista suec (m. 2007).
- 1920 - Lushan, Jiangxi, Xina: Anne Tyng, arquitecta estatunidenca (m. 2011).[29]
- 1921 - Todmorden, Yorkshire (Anglaterra): Geoffrey Wilkinson, químic anglès, Premi Nobel de Química de l'any 1973 (m. 1996).[30]
- 1926 - West Irvine, Kentucky, Estats Units: Harry Dean Stanton, actor estatunidenc.
- 1935 - Txangun (Xina): Ei-ichi Negishi, químic japonès, Premi Nobel de Química de l'any 2010.[31]
- 1944 - Bilbao, Euskadi: Txabi Etxebarrieta, primer militant d'ETA responsable de la mort d'un ciutadà i el primer membre d'aquesta organització en ser mort per les forces de l'ordre.
- 1956 - Cheshire: Cornelia Parker, artista visual i escultora anglesa, coneguda per les seves escultures a gran escala.[32]
- 1960
  - Moscou: Polina Dàixkova, popular escriptora russa de novel·la negra.[33]
  - Dolton, Illinois, Jane Lynch, actriu, cantant i comediant estatunidenca.[34]
- 1961 - Unsuk Chin, compositora sud-coreana considerada una dels 50 millors compositors contemporanis del món.[35]

## Necrològiques
Països Catalans
- 1803 - València: José Camarón Boronat, pintor, gravador i il·lustrador valencià (n. 1731).
- 1933 - Barcelona: Francesc Viñas i Dordal, tenor, cèlebre per les interpretacions d'òperes de Wagner (n. 1863, Moià).
- 1968 - Barcelona: Adolf Florensa i Ferrer, arquitecte restaurador d'edificis monumentals.
- 2017 - Sant Feliu de Llobregat: Josep Maria Aragonès i Rebollar, sacerdot, escriptor i activista cultural català, protagonista del Cas Galinsoga.
- 2024 - Teresa San Román Espinosa, antropòloga galaico-catalana (n. 1940).

Resta del món
- 1223 - Mantes: Felip II de França o Felip August, rei de França (n. 1180)[36]
- 1435 - Foligno (Itàlia): beata Angelina de Marsciano, cofundadora del Tercer Orde Regular de Sant Francesc.[37]
- 1771 - (Xina): Chen Hongmou, polític, acadèmic i filòsof xinès (n. 1696).[38]
- 1816 - San Fernando (Cadis): Francisco de Miranda, general veneçolà, precursor de l'emancipació americana de l'Imperi Espanyol (n. 1750).
- 1817 - París, França: Anne-Louise Germaine Necker –Madame de Staël–, novel·lista i assagista suïssa (n. 1766).[39]
- 1827 - Ville-d'Avray, Illa de França: Augustin Jean Fresnel, físic francès, fundador de l'òptica moderna, pare dels fars moderns (n. 1788).
- 1904 - Clarens, Suïssa: Stephanus Johannes Paulus Kruger, més conegut com a Paul Kruger, líder de la resistència bòer contra el Regne Unit i president de la República de Transvaal a Sud-àfrica (n. 1825).[24]
- 1933 - Palerm (Itàlia): Raymond Roussel, poeta, novel·lista, dramaturg, músic i jugador d'escacs francès (n. 1877).[40]
- 1935 - Grenoble (França): Francisco Cepeda, ciclista basc, primera víctima mortal del Tour de França (n. 1906).
- 1939 - Ivancice (Moràvia): Alfons Mucha, pintor i artista gràfic txec.[41]
- 1944 - Mansura, Egipte: Asmahan, cantant i actriu sirio-egípcia (n. 1912).[42]
- 1954 - Galapagar,(Espanya): Jacinto Benavente, escriptor espanyol, Premi Nobel de Literatura de 1922 (n. 1866).[43]
- 1965 - Londres (Anglaterra): Adlai Stevenson, polític estatunidenc (n. 1900).[44]
- 1970 - París, França: Mariano Eusebio González y García, tenor basc, conegut artísticament com a Luis Mariano.
- 1989 - Tolosa: Cecilia G. de Guilarte, reportera de guerra i escriptora basca exiliada.[45]
- 2004 - Milà: Bianca Berini, mezzosoprano dramàtica italiana.[46]
- 2008 - Ukkel (Bèlgica): Gaston Compère, escriptor, filòleg, poeta, dramaturg i músic való (n. 1924).
- 2010 - Londres (Anglaterra): Charles MacKerras, director d'orquestra australià (n. 1925).
- 2011, Nairobi (Kenya): Dekha Ibrahim Abdi, activista de pau kenyana (n. 1964).[47]
- 2017 - Stanford (USA): Maryam Mirzakhani, matemàtica iraniana, primera dona a guanyar la Medalla Fields.[48]

## Festes i commemoracions
- Festa nacional de França

### Santoral[49]

#### Església Catòlica[50]
- Sants i beats al Martirologi romà (2011): Optacià de Brescia, bisbe (s. V); Markhelm de Deventer (s. VIII); Francisco Solano, frare al Perú (1610); Camil de Lellis, fundador de l'Orde de Clergues Regulars Ministres dels Malalts (1614); Nicodem d'Atos, monjo i místic (1809); Joan Wang Guixin, màrtir (1900).
  - Beats: Vicenç Madelgari de Waldetrudis (ca. 677); Hroznata de Teplá, premonstratenc màrtir (1217); Toscana de Verona, monja (1344); Angelina de Marsciano, cofundadora del Tercer Orde Regular de Sant Francesc (1435); Gaspar de Bono, mínim valencià (1604); Richard Langhorne, màrtirs (1679); Kateri Tekakwitha, religiosa iroquesa (als Estats Units; a la resta del món, el 17 d'abril) (1680); Ghebre Miquel, monjo màrtir a Etiòpia (1855).
- Sants no inclosos al Martirologi: Focas de Sinope, màrtir (117); Lupercil·la de Roma, màrtir (233); Hèracles d'Alexandria, bisbe (247); Cir de Cartago, bisbe llegendari, potser Cebrià de Cartago; Cebrià de Poitiers, màrtir; Just de Fidarta, monjo (s. V); Idus de Leinster, bisbe (s. V); Marcià de Frigento, bisbe (s. V); Landeric de Séez; Deusdedit de Canterbury, bisbe (667); Cynllo, rei; Goswin o Llibert de Sint-Truiden, màrtir (835); Ulric de Zell, abat; Guillem de Breteuil, abat (1130); a Bayeux: Exuperi, Llop i Vigor de Bayeux, bisbes.
- Beats: Bonifaci de Canterbury, bisbe (1270); Humbert de Romans, religiós (1277); Raffaele de Barletta, servita (1566).
- Venerables Roland de Chézery, abat (1200).
- Venerats a l'Orde de la Mercè: beat Jordi de Llúria, frare (1339).

#### Església Apostòlica Armènia (segons el calendari gregorià)
- 25 Margats (1 de juliol del calendari julià): Aaron, sacerdot, germà de Moisès; Agripina II, mare de Neró, i la seva tia, màrtirs a Roma; Cosme i Damià, màrtirs; Primer Concili de Constantinoble (381); Kevork Akaiesti, nen màrtir.

#### Església Copta (segons el calendari gregorià)
- 7 Abib (1 de juliol del calendari julià): Xenuda, arximandrita de Xandavil; Ignasi de Roma, bisbe màrtir (107).

#### Església Ortodoxa Etíop (segons el calendari gregorià)
- 7 Hamle (1 de juliol del calendari julià): Visita de la Trinitat a Abraham.

#### Església Ortodoxa Siríaca (segons el calendari gregorià)
- Començament de l'any persa; sants: Ignasi d'Antioquia, màrtir; Cosme i Damià, màrtirs; Sinuci, abat.

#### Església Ortodoxa (segons el calendari julià)
- Se celebren els corresponents al 27 de juliol del calendari gregorià.

#### Església Ortodoxa (segons el calendari gregorià)
Corresponen als sants de l'1 de juliol del calendari julià.
- Sants: Potit de Nàpols, màrtir (s. II); Cosme i Damià, màrtirs (282); 2000 màrtirs; Nerses, arquebisbe; Gal de Clarmont, bisbe (551); Pere Patrici, monjo de Constantinoble (854); Pere el Just i Lleó el Just; translació de les relíquies de Joan de Rila (946); Lleonci de Rădăuţi (s. XV); Angelina de Sèrbia, princesa (s. XVI); Nicodem de l'Atos, monjo (1809); Arkadij, prevere màrtir (1918); Alexei, diaca màrtir (1942)

Església Ortodoxa Grega
- 25 Màrtirs de Nicomèdia; Maurici, màrtir; Basili de Strom (s. X); Constantí el Taumaturg, màrtir a Xipre; Lleó l'Eremita.

#### Església Evangèlica d'Alemanya
- Karoline Utriainen, laica (1929).

#### Esglésies anglicanes
- John Keble, prevere i poeta (1866)